# STERF
Le STERF ou suivi temporel des Rhopalocères de France , désigne un programme de science citoyenne de suivi des populations des papillons de jour. Son objet est de produire des indicateurs sur l’évolution pluriannuelle de l'abondance des différentes espèces.  Le STERF fait partie du programme Vigie-Nature coordonné par le Muséum national d'histoire naturelle. Les résultats sur la période 2005-2014 ont été publiés en mars 2015.

## Protocole
Le protocole du STERF s’inspire de la méthodologie mise en œuvre dans le programme STOC (Suivi Temporel des Oiseaux Communs) (Julliard et al., 2002, Julliard et Jiguet, 2005). Il est également inspiré en grande partie des protocoles de suivi des papillons établis dans d’autres pays européens (Pollard & Yates, 1993; Van Swaay et al., 1997, 2003). Dans un carré de 2 km de côté,  l’observateur délimite des transects (parcours  homogènes d’une longueur telle qu’il faille une dizaine de minutes à pied pour compter les papillons présents à leur pic d’abondance), transect dont il qualifie le milieu écologique. Il quantifie les espèces présentes lors de visites mensuelles (au minimum 4 visites par an de mai à août, deux années de suite). Les données sont transmises au muséum d’histoire naturelle qui coordonne le projet et établi les statistiques.

## Principaux Indicateurs
Les indicateurs calculés sont au nombre de 4 :
La richesse spécifique est le nombre moyen d’espèces présentes lors de la visite d’un transect. Sur la période 2005-2010, elle est de 3,6. Les pelouses calcaires ont une grande richesse spécifique.
L’abondance relative de chaque espèce est le nombre d’individus comptabilisés au niveau du programme pour chaque espèce. Sur la période 2005-2010, les espèces les plus fréquemment observées sont le myrtil (Maniola jurtina), la piéride de la rave (Pieris rapae), la belle-dame (Vanessa cardui), l’Amaryllis (Pyronia tithonus) et le demi-deuil (Melanargia galathea).
Cette abondance permet de tracer des graphiques de phénologie permettant de mesurer l’abondance relative des différentes espèces, mois après mois et année après année et de modéliser des flux migratoires ou des périodes la dynamique des populations chez les espèces plurivoltines.
L’ index de grégarité est obtenu en divisant le nombre total d’individus observés par le nombre de visites de transect où l’espèce a été observée. Une espèce solitaire aura un index de grégarité légèrement supérieur à 1. À l’inverse l’argus bleu-nacré (Polymmatus coridon) affiche un index moyen sur 6 ans supérieur à 14, ce qui en fait une espèce grégaire.
L'index d'abondance STERF (ou index papillon propre à ce programme) exploite les données sur les 61 espèces les plus fréquemment observées sur les différents transects et permet de juger de l'abondance des lépidoptères d'une année sur l'autre. Les sites choisis par les observateurs auraient un indice d'abondance STERF significativement plus élevé que les transects tirés au sort.

Principales espèces citées dans cet article
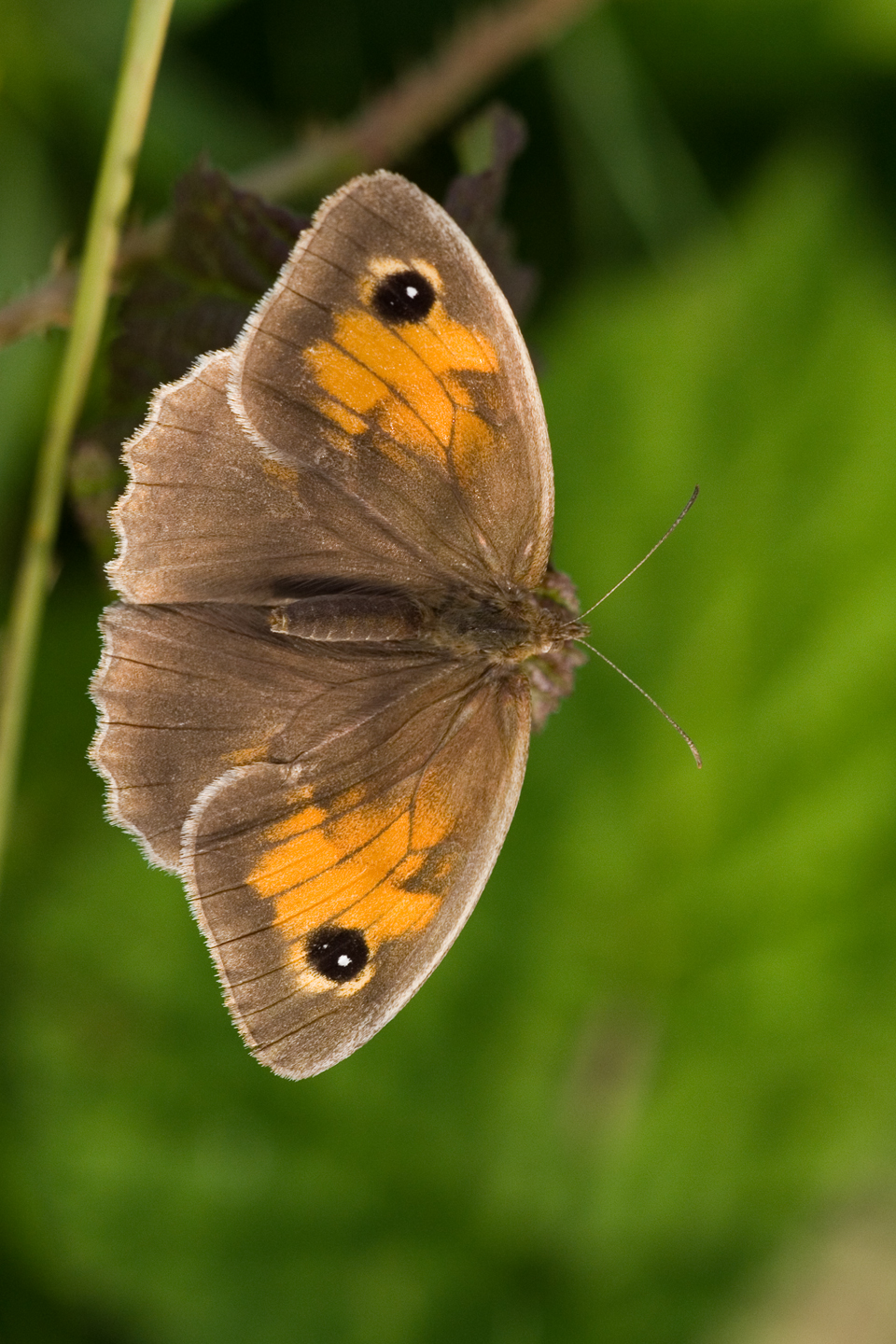
Myrtil femelle
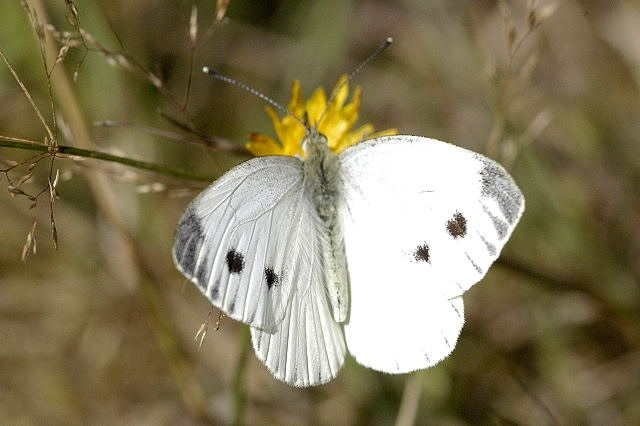
Piéride du navet (femelle)
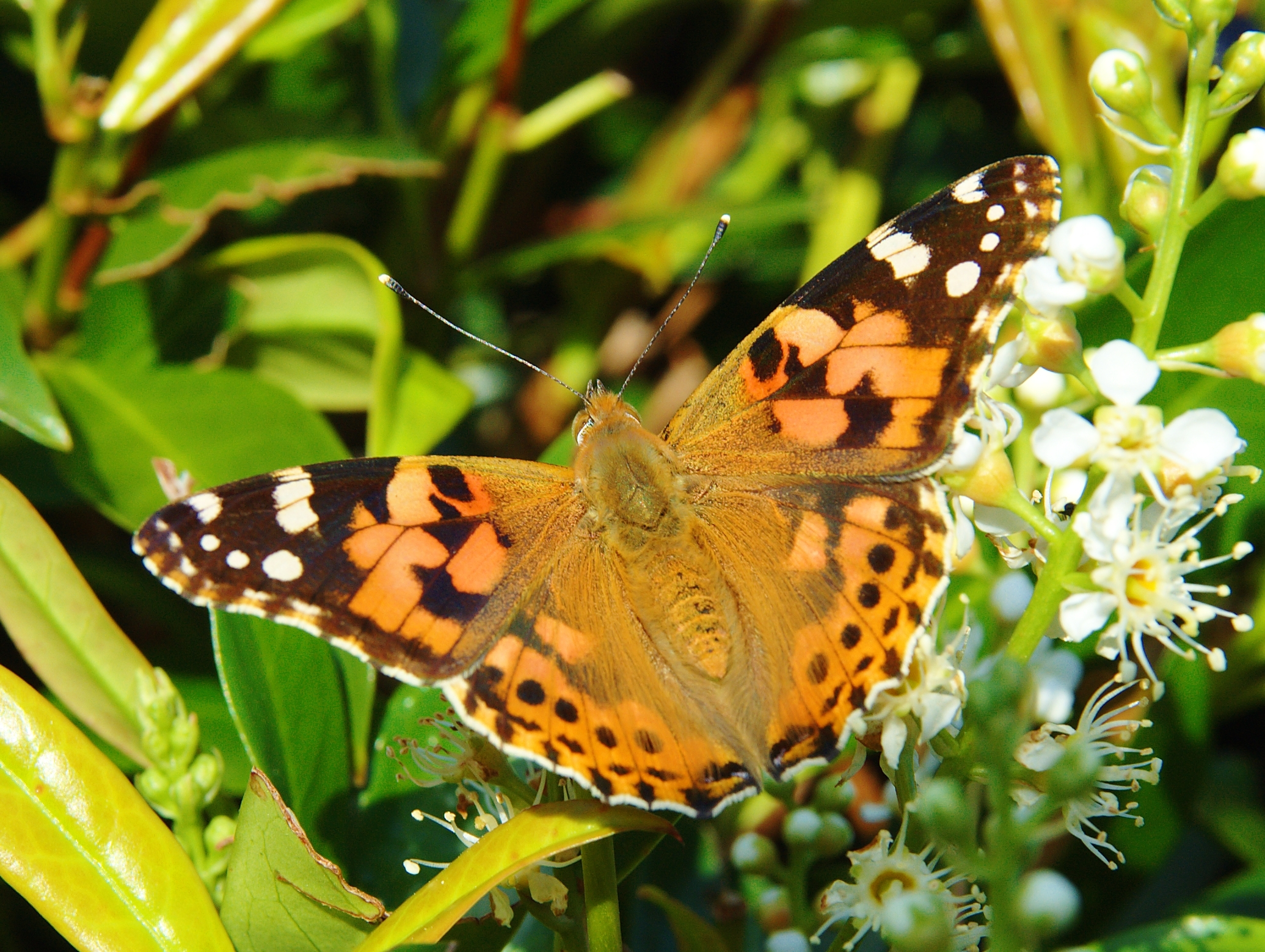
belle-dame (face)
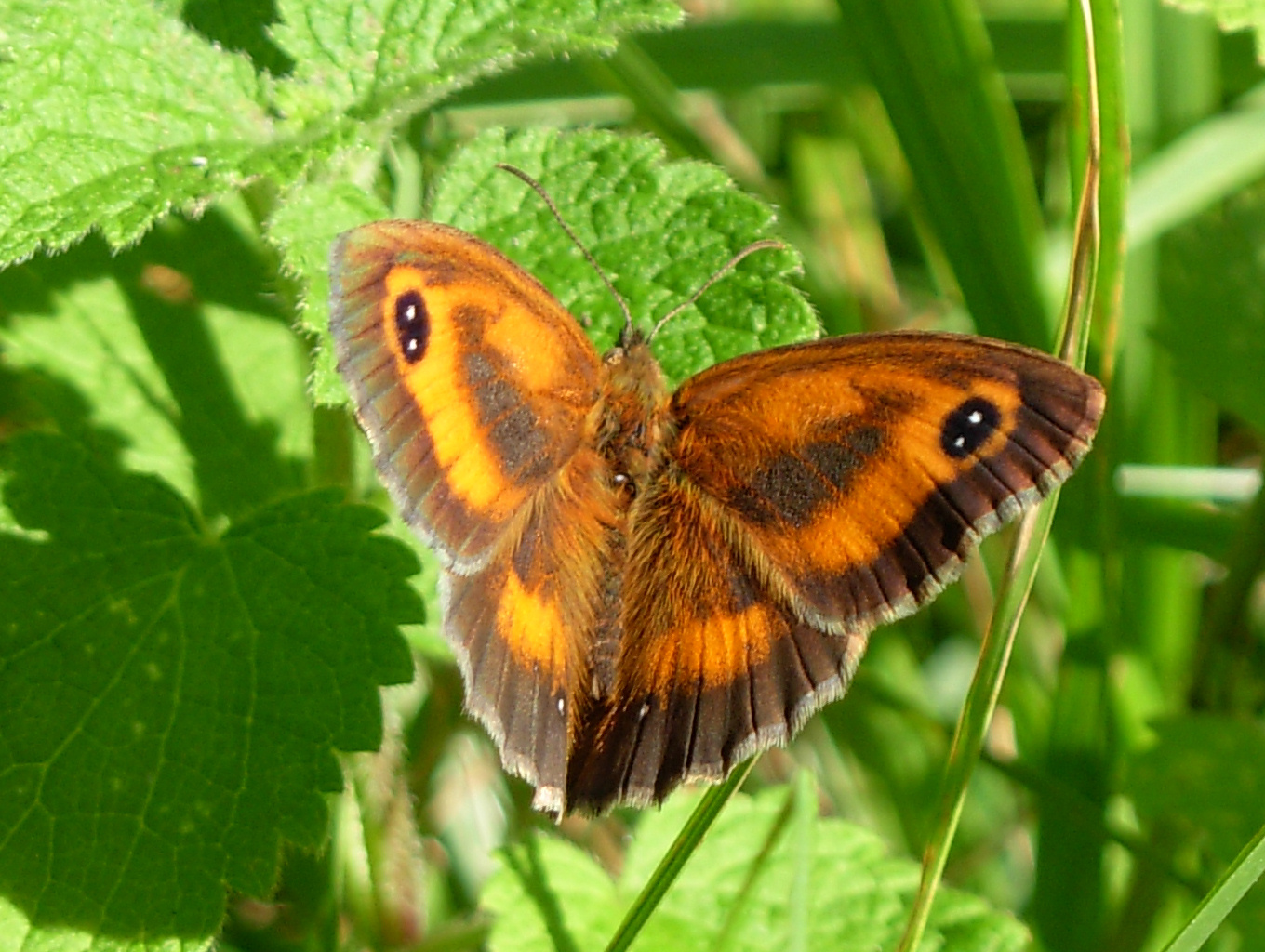
Amaryllis
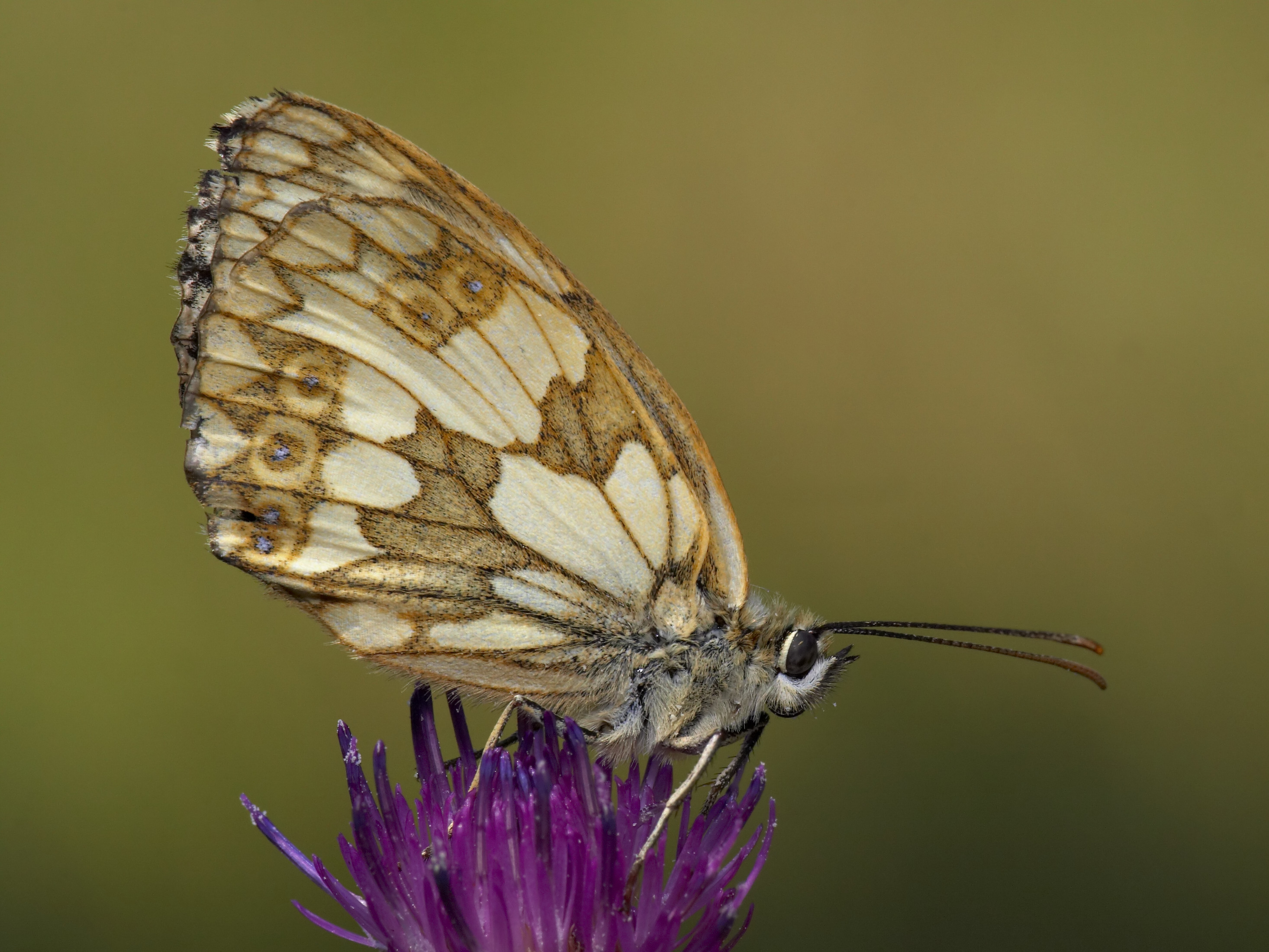
Demi-deuil (revers)
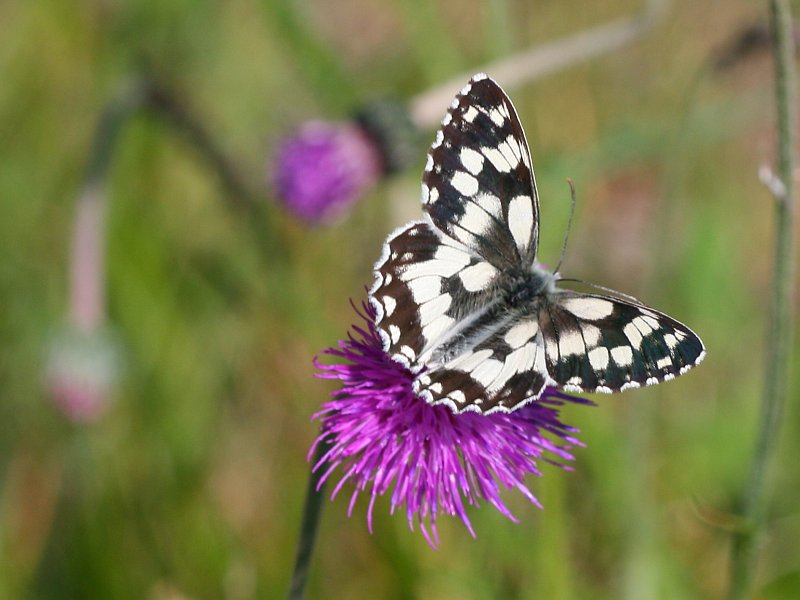
Demi-deuil (face)
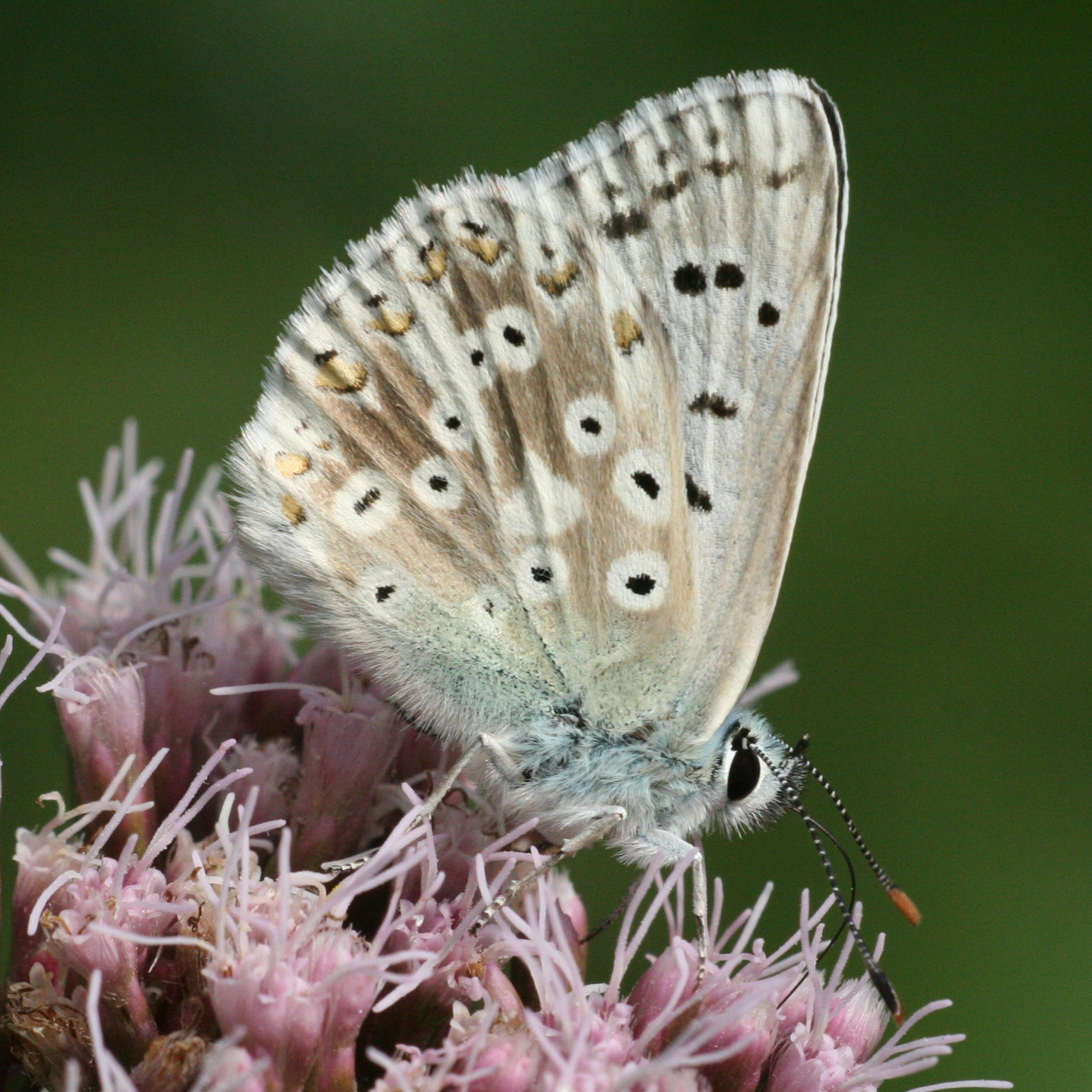
Argus bleu nacré

## Exploitation des résultats, limites méthodologiques
Les papillons de jour sont de bons indicateurs de la biodiversité d’un territoire donné.  En effet, à leur stade larvaire, de nombreuses chenilles ne se développent que sur quelques espèces végétales (appelées plantes hôtes), si bien que les rhopalocères sont très sensibles aux variations de leur milieu.
En 6 années d'existence, ce programme a permis l’observation de plus de 166 000 individus. Ce sont ainsi 195 espèces sur les 253 présentes en France métropolitaine qui ont pu être identifiées.
La répartition géographique des transects observés n’est toutefois pas représentative du territoire national. En effet, sur les 174 sites du programme, plus de la moitié sont choisis par les observateurs (et non tirés au sort), ce qui introduit un premier biais quant à la représentativité géographique des comptages effectués. De plus, la région Ile-de-France est surreprésentée (42 % des observateurs), alors que d’autres régions sont totalement absentes (Nord Pas-de-Calais, Lorraine) ou largement sous-représentées (1 site en Basse-Normandie, 1 en Corse, 2 sites en Alsace et 3 en Bretagne sur la période 2005-2010). Enfin, plus de 80 % des comptages sont réalisés à une altitude inférieure à 200 m et plus d’un tiers en lisière de forêt ou dans des milieux forestiers ou boisés. 
Par ailleurs, le nombre d’individus comptés pour chaque espèce est lié, non seulement à l’abondance réelle de l’espèce mais aussi à sa facilité d’observation et d’identification.

## Autres programmes statistiques relatifs aux rhopalocères
- L’Opération Papillons (auparavant appelée "observatoire des papillons des jardins") existe depuis 2006. C’est un programme coordonné par le Muséum national d’Histoire naturelle proposant au grand public de comptabiliser de mars à octobre 28 espèces (ou groupes d’espèces) de rhopalocères communs. Ces données sont complémentaires de celles obtenues dans le cadre du STERF bien qu’elles ne concernent que 2 types d’habitats (urbain et suburbain) sur les dix étudiés dans le cadre du STERF. Des programmes de suivi des populations des papillons existent dans la plupart des pays d'Europe[4]. Au Royaume-Uni, ce type d'étude a démarré en 1976.
- Le réseau Visionature[5] qui regroupe les naturalistes par région comprend dans de nombreuses régions une section ayant trait aux rhopalocères. Géré par des associations locales, il découpe le territoire régional ou départemental en lieux-dits et établit des cartes atlas des différentes espèces à partir des observations transmises par les naturalistes locaux. Pour les espèces rares ou localisées, la transcription d'une observation peut donner lieu à une vérification plus ou moins poussée allant jusqu'à l'envoi de spécialistes effectuant des prélèvements sur le terrain.

## Liens
- Site de l'opération : http://vigienature.mnhn.fr/page/suivi-temporel-des-rhopaloceres-de-france-sterf
- Consulter les données sur les taxons suivis par le STERF : https://inpn.mnhn.fr/espece/inventaire/I219
- (en) Museum national d'Histoire naturelle, « Suivi Temporel des Rhopalocères de France (STERF) », sur Inventaire National du Patrimoine… (consulté le 14 avril 2023)

rapport 2011
Site du programme similaire au royaume uni : http://www.ukbms.org/

## Autres articles
- Science citoyenne
- Lépidoptéristes de France
- Muséum national d'histoire naturelle

## Sources et références
- Pollard, E. & Yates, T. J. (1993) - Monitoring butterflies for ecology and conservation. Chapman & Hall Publ.
- Van Swaay, C. A. M., Maes, D. & Plate, C. (1997). Monitoring butterflies in the Netherlands and Flanders: the first results. Journal of Insect Conservation 1: 81-87.
- Van Swaay, C. A. M. (2003). Butterfly densities on line transects in The Netherlands from 1990-2001. Entomologische Berichten 63(4): 82-87.

Julliard, R. and F. Jiguet (2005). "Statut de conservation en 2003 des oiseaux communs nicheurs en France selon 15 ans de programme STOC." Alauda 73(4): 345-356.
1. ↑  Résultats sur la période 2005-2014 sur vigienature.mnhn.fr.
2. ↑  2006 : http://www.insectes-france.com/telechargement/download/protocole_suivi_lepido_mnhn.pdf
3. ↑  http://vigienature.mnhn.fr/sites/vigienature.mnhn.fr/files/uploads/STERF2010.pdf
4. ↑  http://www.bc-europe.org/subcategory.asp?catid=10&SubCatID=132
5. ↑  http://www.ornitho.fr/